# Traktat windsorski (1175)
Traktat windsorski – umowa podpisana 6 października 1175 w Windsorze pomiędzy królem Anglii Henrykiem II i arcykrólem Irlandii (Lordship of Ireland) Rorym O’Connorem, dzieląca Irlandię pomiędzy Normanami a Irlandczykami.
Według traktatu król Irlandii był zobowiązany składać daninę na rzecz Anglii. Traktat oddawał również pod panowanie angielskie tereny wokół Dublina oraz dzisiejszych hrabstw Waterford i Wexford.
Traktat został zerwany po 2 latach, w momencie gdy Rory O’Connor nie był w stanie zapobiec okupacji Normanów. W 1177 roku rozpoczął na terenach Munsteru ataki na Normanów, a ponieważ Henryk II był już w tym czasie we Francji, nie był w stanie ich bezpośrednio stłumić. W tym samym roku zastąpił go najmłodszy syn Henryka II – Jan bez Ziemi, otrzymując tytuł Lorda Irlandii i zostając tym samym pierwszym angielskim formalnym władcą Irlandii. W tym czasie na wyspie rozpoczął się okres panowania feudalnego.